# 嘎则寺
嘎则寺，位于西藏自治区拉萨市墨竹工卡县工卡镇嘎则村，是一座藏传佛教直贡噶举派寺院。

## 简介
嘎则寺位于西藏自治区拉萨市墨竹工卡县工卡镇以北大约4公里的嘎则村，海拔3850米。为藏传佛教直贡噶举派寺院。
该寺创建于吐蕃时期。据传说，7世纪由松赞干布创建，原名“欧若料久拉康”，意为“中镇不变佛殿”。另据《卫藏道场胜迹志》记载，该寺为8世纪莲花生创建，起初奉宁玛派，后弘期改奉噶当派。
该寺由大殿、26个修行室、僧舍组成。大殿高二层，门朝南，石木结构，藏式平顶，平面为“凸”字型。前廊面积2柱，壁画为四大天王、观世音菩萨等。大殿面积30柱，壁画为千尊释迦。佛堂面积4柱，主供强巴佛，另外还有数座合金佛塔，四周是转经回廊，回廊的壁画为千尊无量寿佛。大殿二层设有寺院住持住处，北面有护法神殿，面积6柱，供奉四臂金刚、能舍金刚、松赞干布、赤松德赞塑像等等。